# ييم جاي بيوم
ييم جاي بيوم (هانغل: 任載範, 임재범) ولد في 14 أكتوبر 1963 وهو مغني روك كوري جنوبي. بدأ مسيرته كالصوت الرئيسي لفرقة Sinawe بعد تسجيله لعدة البومات مع فرقتي Rock in korea و Asians بدأ مسيرته كمنفرد و اصدر البوماته السبعة في الاعوام 1991 ، 1997 ، 1998 ، 2000 ، 2004 ، 2011 و الالبوم السابع الذي أصدر في عام 2015 كان للذكرى الثلاثين لمسيرة الفنان .

## روابط خارجية
- ييم جاي بيوم على موقع ميوزك برينز (الإنجليزية)
- ييم جاي بيوم على موقع ديسكوغز (الإنجليزية)